# 尼古拉·庫利什
尼古拉·古列維奇·庫利什（羅馬化：Mykola Hurovych Kulish；1892年12月18日—1937年11月3日；又譯米科拉·庫利什），烏克蘭劇作家，為被處決的文藝復興時期的代表人物之一。

## 生平
尼古拉·庫利什於1892年出生於俄羅斯帝國塔夫利省的恰普林卡，在奧列什基就學時開始寫作諷刺詩與劇作。1914年他入讀新俄羅斯大學（今敖德薩大學的前身），不久後第一次世界大戰爆發，他被徵召加入俄軍，成為一名陸軍軍官，1917年因傷退伍，隨後擔任奧列什基工人委員會的主席，參加烏克蘭獨立戰爭對抗俄羅斯志願軍。
蘇聯建立後，庫利什於1922年在敖德薩人民教育委員部任職，並擔任督學，後來轉至基洛夫格勒擔任報紙編輯，又在他人推薦下至哈爾科夫擔任全烏克蘭戲劇委員會的主席。在哈爾科夫，庫利什與作家米哈伊尔·亚洛沃伊、導演列斯·庫爾巴斯等人相識，兩人均對其文風有重要影響。
1924年，庫利什加入了文學組織鍛鍊，1925年也加入了新成立的無產階級文學自由學會，並於隔年擔任會長，此外同年他還創立了烏克蘭劇作家協會並擔任會長，此時期他也參與了當時烏克蘭文壇歐洲古典和共產主義的路線之爭。無產階級文學自由學會被迫解散後，1929年庫利什又成為新的文學組織無產階級文學陣線的主席團成員，1931年該組織也被迫解散。
1934年，庫利什的作品被貼上民族主義、反革命的標籤，1934年12月他被內務人民委員部逮捕，被判處十年有期徒刑，關押在大索洛韋茨基島，1937年十月革命20週年前夕他在桑達莫克遇害身亡。1956年，庫利什得到平反。

## 作品
庫利什創作的劇本共有14篇，其中6篇在他在世時發表。他的第一篇劇本《97》於1924年發表，被認為是蘇聯時期烏克蘭劇作的開端，也是全蘇聯第一個發表的完整劇作，但此劇與後續數篇劇作都在蘇聯政府審查之下被刪改情節。他的許多作品諷刺了革命前的俄羅斯帝國政府和革命後的蘇聯政府、社會，他著名的三部曲《人民的馬拉希》、《可悲的奏鳴曲》和《永恆的革命》均反映了烏克蘭民族革命和蘇聯現實的巨大落差，以及個人理想和社會法則的衝突。1932年烏克蘭大饑荒期間他曾至爆發飢荒的村莊探查，又適逢作家米科拉·赫维廖维自殺，回到哈爾科夫後庫利什的精神狀態大受打擊，隔年他發表了最後一篇劇作《麥克萊恩·格拉斯》，假借波蘭為背景，描繪當時黑暗、悲觀的烏克蘭社會，此劇的發表導致他被蘇聯政府逮捕。